# セビジャーナス

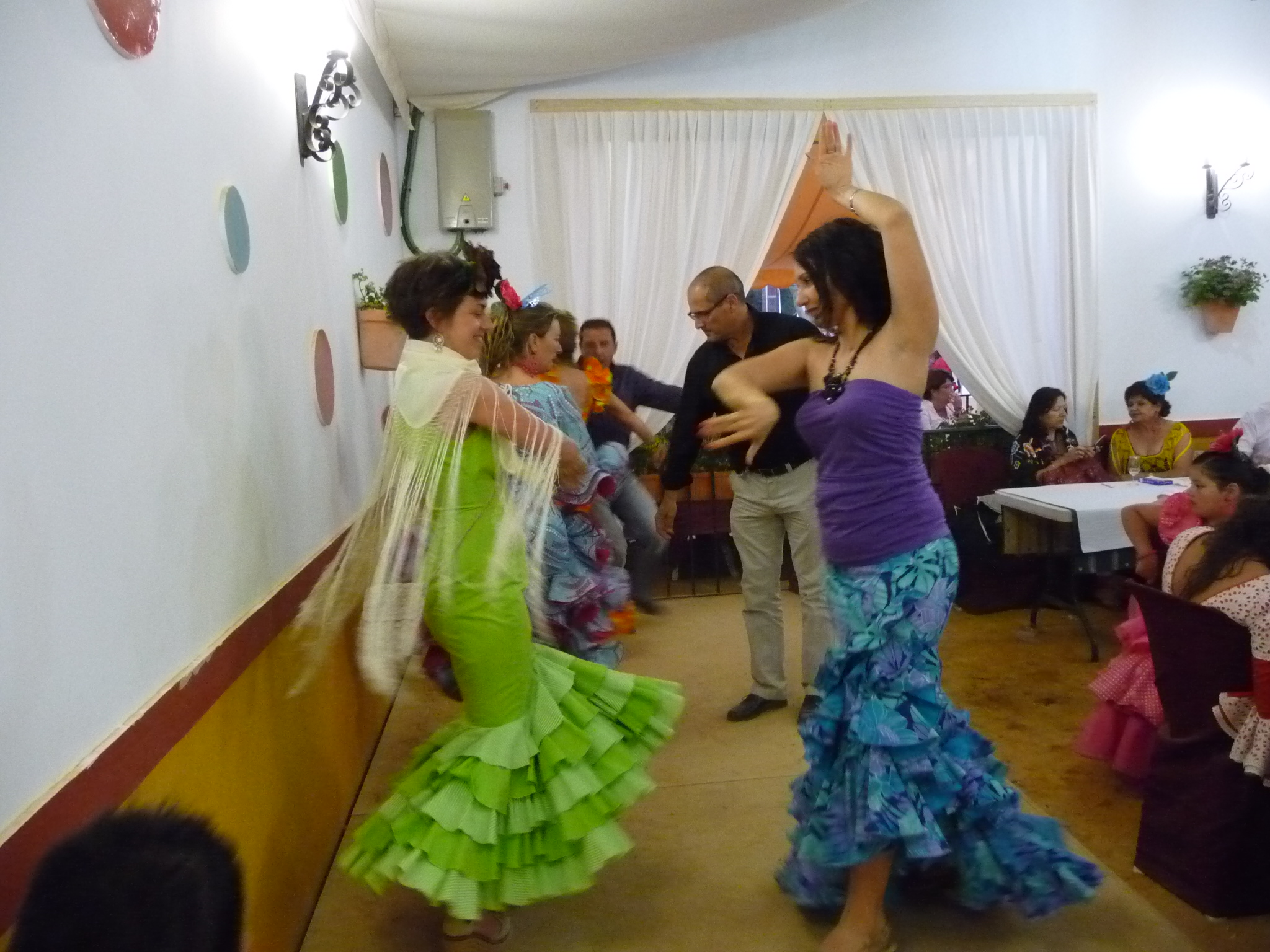
セビジャーナス

セビジャーナス( Sevillanas ，スペイン語発音: [seβiˈʝanas]) は、セビリア周辺地域の民謡や踊りの1種である。
セビジャーナスは、カスティーリャの古い民謡と踊りであるセギディージャに由来する。
19世紀には、フラメンコの影響を受けた。
セビジャーナスの音楽様式は比較的限られたものだが、歌詞の内容は変化に富んでおり、田園生活、乙女、田舎町、近所、巡礼、愛などがテーマになる。
セビジャーナスを歌うのは、非常に数多くの地元グループである。
毎年、セビジャーナスのＣＤが多数発売される。
セビジャーナスを耳にする機会は、有名なセビリアの春祭り( La Feria de Sevilla )など、主にフェアやフェスティバルになる。
音楽に関連した踊り(Baile por sevillanas)があり、4つの異なったパートから成る。
スペインのほとんどすべての町で、バイレ(踊り)を教える学校を見つけることができる。
一般的に、セビジャーナスは、明るい雰囲気の音楽である。

## 踊り

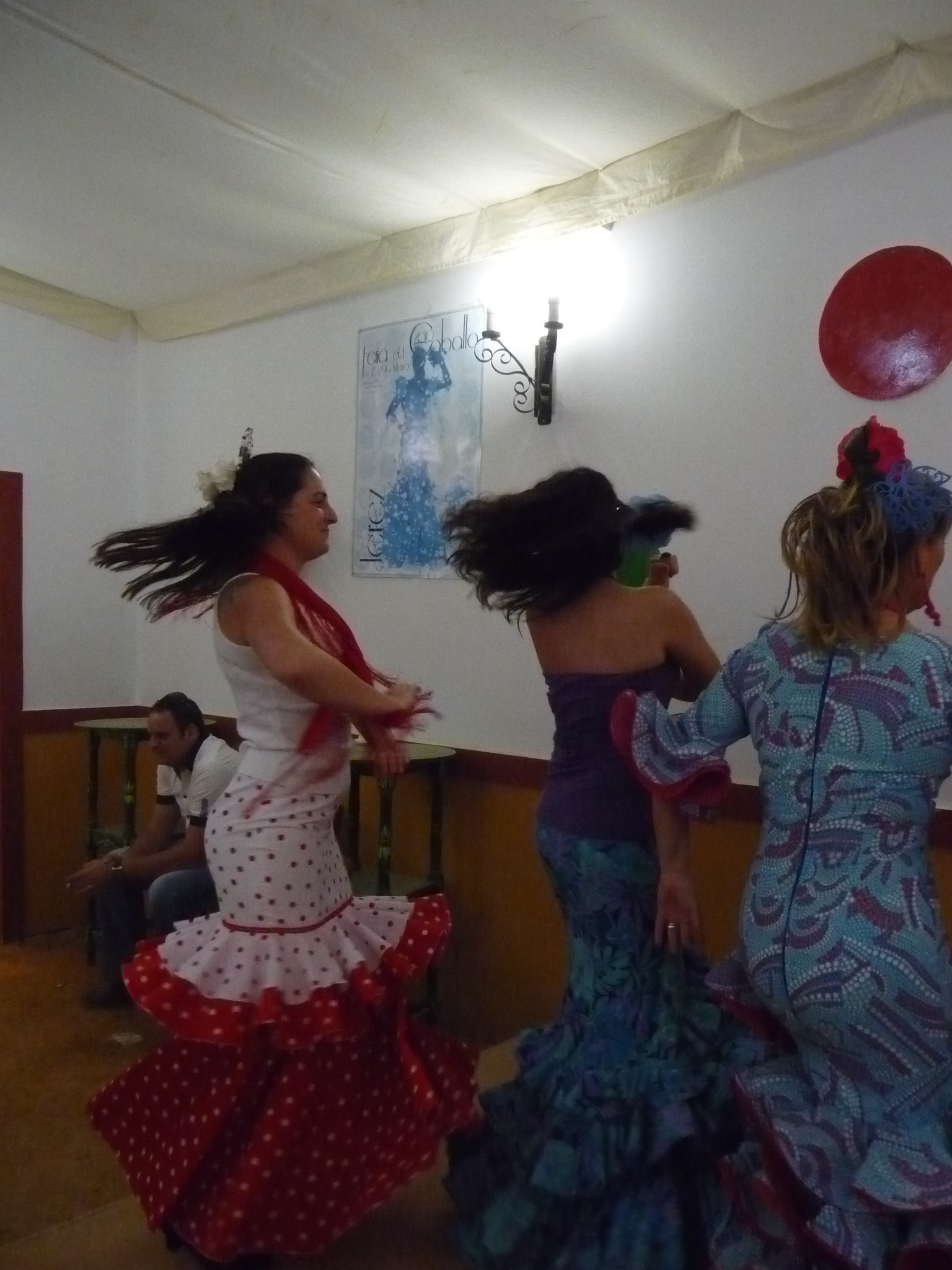
ダンスのターン

セビジャーナスは、祝祭日や縁日などの祝賀行事の際、しばしば町の全家族によって老若男女を問わず2人組で踊るダンスである。
その振り付けには変動がなく実用的で、祭りの踊りとして踊られる。
このため、フラメンコを習い始めた初心者は、覚えるのも容易で実践の機会も多いセビジャーナスから学び始めるのが一般的である。
セビジャーナスのリズムは通常8分の6拍子であるが、4分の3拍子でカウントすることもできる。
それぞれのセビジャーナスは、4もしくは7曲から成り、それぞれのパートを3つのコプラに分けることができる。
それぞれのコプラは、6つの動きから成り立っている。
フェスティバルやショーでは、アンダルシアを訪れた観光客がフラメンコと間違えることがよくある。